# 序奏とロンド・カプリチオーソ
《序奏とロンド・カプリチオーソ》（仏語：Introduction et Rondo capriccioso en la mineur）イ短調 作品28は、カミーユ・サン＝サーンスが作曲したヴァイオリンと管弦楽のための協奏的作品。ピアノ伴奏版でも演奏される。
名ヴァイオリニストのパブロ・デ・サラサーテのために書かれ、スペイン出身のサラサーテにちなみスペイン風の要素が取り入れられている。初演当時から広く支持され、現在でもサン＝サーンスの最も人気のある作品の一つである。

## 概要
当初、ヴァイオリン協奏曲第1番のフィナーレとして構想され、1863年に作曲された。初演もヴァイオリン協奏曲第1番と同時に、1864年4月4日にサラサーテの独奏、サン＝サーンスの指揮で行われた。デュラン社からの出版は1875年に行われ、サラサーテに献呈されている。
ピアノ伴奏版はジョルジュ・ビゼーによって編曲され、1870年に出版されている。また、クロード・ドビュッシーが2台ピアノのための編曲を行っており、1889年に出版されている。

## 楽器編成
独奏ヴァイオリン、フルート2、オーボエ2、クラリネット2、ファゴット2、ホルン2、トランペット2、ティンパニ、弦五部

## 構成
イ短調、2/4拍子、アンダンテ・マリンコニコの穏やかな序奏の後に、6/8拍子、アレグロ・ノン・トロッポの、情熱的な舞曲調のロンド主部が続く。
主部の構成はA(イ短調)-B(ハ長調)-A-D-C(ハ長調)-A-D-B(ヘ長調)-A-コーダ。コーダの直前にはヴァイオリンの重音の連続による短いカデンツァが挿入される。コーダはピウ・アレグロ、イ長調に転じて音階による走句を繰り広げたのちタイトル通りあっけなく終結する。
演奏時間は約9分。